# Nepokoje v Bělehradu (2020)
V červenci 2020 došlo k sérii nepokojů v hlavním městě Srbska, Bělehradu. Nepokoje začaly protesty, které byly přímou reakcí části veřejnosti na kroky vlády premiérky Any Brnabić a prezidenta Aleksandra Vučiće v souvislosti s pandemií covidu-19 v zemi. 
Demonstranti protestovali mezi dny 7. – 10. července 2020 v blízkosti sídel státních institucí, tj. budovou parlamentu (Skupštiny), Nového paláce (sídla prezidenta) a na Bulváru krále Alexandra a Náměstí Nikoly Pašiće. Setkání se uskutečňovala vždy ve večerních hodinách. Protestující nesouhlasili s avizovaným zákazem vycházení v nadcházejících dnech a vláda následně zvažovala jeho odvolání. Organizátoři svolali veřejnost přes sociální sítě, protestů se účastnila různá hnutí a organizace kritizující vládu Any Brnabić. Původní záměr počítal s vyhlášením zákazu vycházení ve dnech od 10. do 13. července 2020 s odvoláním na nedostatečnou kapacitu bělehradských nemocnic a přibývajícím počtem nemocných s covidem-19. 
Samotné protesty byly násilné, došlo k střetům s policií, zraněním policistů i demonstrantů a materiálním škodám v centru města. Policie se pokusila protestující před budovou parlamentu rozehnat slzným plynem. Zákrok policejních složek byl později kritizován kvůli přílišné míře policejní brutality, ale srbská vláda se za jejich reakci postavila a odůvodnila ji mimořádnými okolnostmi ohledně pandemie nemoci covid-19 a ochranou veřejného pořádku. 
V několika dalších srbských městech došlo k poklidným demonstracím, např. v Niši, nebo Kruševaci. Na některých místech ale došlo např. k útokům na kanceláře vládnoucí srbské pokrokové strany.